# I racconti di domani
I racconti di domani (o, per esteso, Dylan Dog presenta: I racconti di domani) è una serie a fumetti pubblicata in Italia dalla Sergio Bonelli Editore incentrate sul personaggio di Dylan Dog; è stata ideata e scritta da Tiziano Sclavi e disegnata da vari artisti.

## Storia editoriale
Dopo diversi anni di silenzio editoriale, nel 2019 viene annunciato che Tiziano Sclavi, creatore di Dylan Dog, sarebbe ritornato a scrivere storie basate sull'indagatore dell'incubo, ma destinate a nessuna delle collane in quel momento pubblicate dalla Sergio Bonelli Editore relative al personaggio. Viene quindi creata una nuova collana intitolata Dylan Dog presenta: I racconti di domani in cui sono raccolte storie di lunghezza variabile e in cui non sempre l'indagatore è il protagonista, ma anche semplice spettatore. La collana è racchiusa in volumi di 64 pagine che, a differenza delle altre collane, viene pubblicata in formato cartonato e a colori. Inoltre, viene destinata al circuito delle librerie e fumetterie anziché delle edicole, cosa inconsueta per le serie Bonelli. Ogni volume è disegnato interamente da un unico disegnatore già facente parte della casa editrice che si occupa anche della realizzazione della copertina. Il primo volume è uscito in anteprima per il Lucca Comics and Games 2019.
A partire da maggio 2025 la serie viene ripubblicata in versione da edicola senza però mantenere il classico formato bonellide.

## Episodi
| Testata nr.                                  | Titolo                                     | Pubblicazione  | Soggetto e sceneggiatura | Disegni           | Colori                      | Copertina         | ISBN                   |
| -------------------------------------------- | ------------------------------------------ | -------------- | ------------------------ | ----------------- | --------------------------- | ----------------- | ---------------------- |
| Dylan Dog presenta: I racconti di domani N.1 | Il libro impossibile                       | novembre 2019  | Tiziano Sclavi           | Gigi Cavenago     | Gigi Cavenago               | Gigi Cavenago     | ISBN 978-88-6961-450-7 |
| Dylan Dog presenta: I racconti di domani N.2 | Della morte e del cielo                    | ottobre 2020   | Tiziano Sclavi           | Nicola Mari       | Giovanna Niro               | Nicola Mari       | ISBN 978-88-6961-523-8 |
| Dylan Dog presenta: I racconti di domani N.3 | Brevi cenni sull'Universo e tutto il resto | novembre 2020  | Tiziano Sclavi           | Giorgio Pontrelli | Sergio Algozzino            | Giorgio Pontrelli | ISBN 978-88-6961-567-2 |
| Dylan Dog presenta: I racconti di domani N.4 | Varie ed eventuali                         | maggio 2021    | Tiziano Sclavi           | Sergio Gerasi     | Emiliano Tanzillo           | Sergio Gerasi     | ISBN 978-88-6961-605-1 |
| Dylan Dog presenta: I racconti di domani N.5 | Ammazzando il tempo                        | settembre 2021 | Tiziano Sclavi           | Davide Furnò      | Davide Furnò, Giulia Brusco | Davide Furnò      | ISBN 978-88-6961-626-6 |
| Dylan dog presenta: I racconti di domani N.6 | Domani andrà meglio                        | aprile 2022    | Tiziano Sclavi           | Angelo Stano      | Sergio Algozzino            | Angelo Stano      | ISBN 978-88-6961-682-2 |